# Sexau

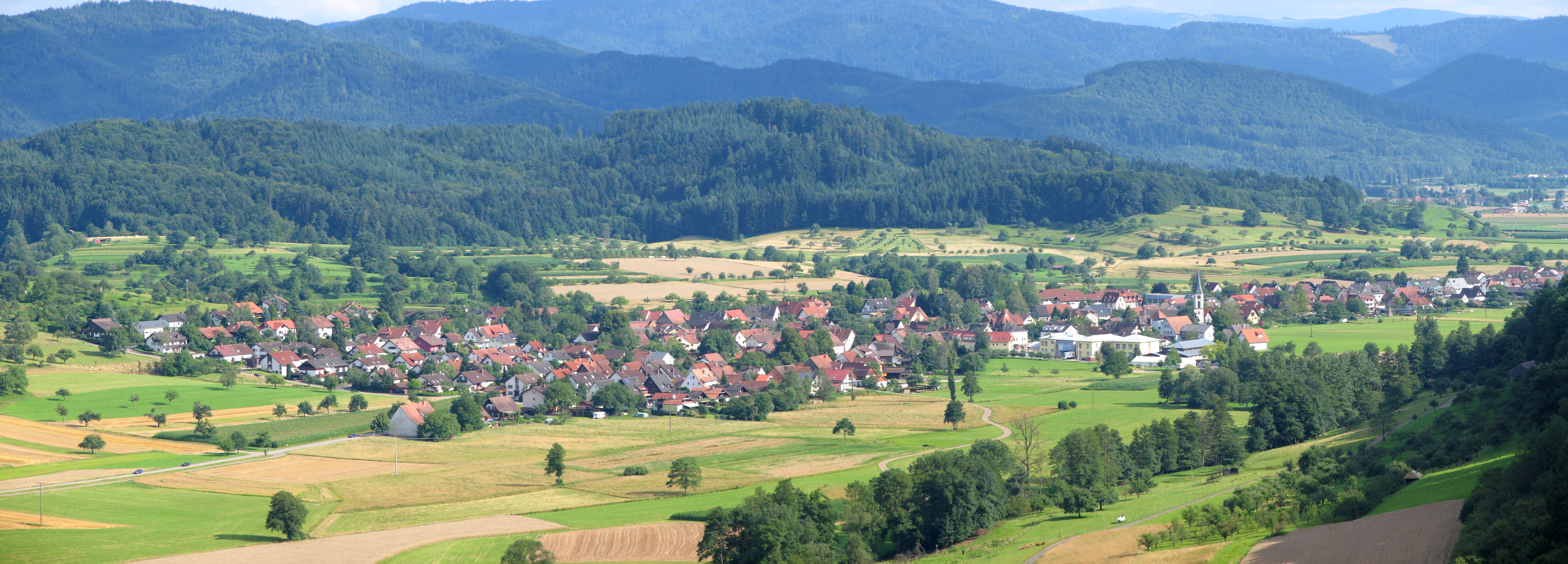
Blick von der Hochburg auf Sexau

Sexau ist eine Gemeinde im Landkreis Emmendingen in Baden-Württemberg etwa 15 Kilometer nördlich von Freiburg im Breisgau.
Sexau liegt am Beginn des Brettenbachtals am Übergang des Schwarzwalds in die Rheinebene.

## Gemeindegliederung
Zur Gemeinde Sexau gehören das Dorf Sexau, die Weiler Lörch und Vordersexau, der Zinken Obersexau, die Höfe Eberbächle, Mühlebächle, Reichenbächle und Staudenhöfe und die Wohnplätze Am Horn, Am Schloßberg und Lindenhof. Im Gemeindegebiet liegen die abgegangenen Ortschaften Berlinsberg und Tehsmer.

## Geschichte
Der Name Sexau kann auf die 861/862 erstmalige Erwähnung des Dorfes als Secchosouua zurückgeführt werden. Der ursprüngliche Name kann in etwa als Aue des Seccho interpretiert werden, wobei unklar ist, wann und wo der namengebende Seccho gelebt hat.
Urkundlich erstmals erwähnt wurde Sexau als Secchosouna im Jahr 862 als Geschenk König Ludwigs des Deutschen an seinen Sohn Karl. 1344 kam der Ort vom Kloster Andlau an die Markgrafen von Baden-Hachberg und später in den Besitz der Markgrafen von Baden, die 1783 die Leibeigenschaft aufhoben. Sitz der Baden-Hachberger war die Hochburg oberhalb von Sexau. 
Die Reformation wurde – wie in ganz Baden-Durlach – 1556 in Sexau eingeführt. Auch heute noch ist der Ort vorwiegend evangelisch geprägt.
Während des Dreißigjährigen Kriegs wurde Sexau 1634 und 1635 geplündert und zerstört. 1718 zerstörten französische Soldaten die Kirche in Sexau-Dorf. Im Jahr 1801 hatte der Ort mit mehreren Überschwemmungen und einem Erdbeben zu kämpfen. 
Gegen Ende des Zweiten Weltkriegs marschierten am 20. April 1945 französische Soldaten in den Ort ein, womit der Krieg in Sexau zu Ende war. 1962 feierte Sexau sein 1100-jähriges Jubiläum. Zwischen 1971 und 1976 baute man das Neubaugebiet Zehnerhaag-Wegacker. In den 1970er Jahren folgte das Gewerbegebiet Untere Ziel, zwischen 1981 und 1982 das Neubaugebiet Halde, 1985 das Wohngebiet Belchenstraße, zwischen 1992 und 1993 das Wohngebiet Löwengarten und zwischen 1993 und 1995 das Gewerbegebiet Im Grün. Ab 1996 erschloss man das Wohngebiet Moos II. Zwischen 2002 und 2003 folgte das Baugebiet Mühlebächle.

## Politik

### Gemeinderat
Die Kommunalwahl am 9. Juni 2024 führte bei einer Wahlbeteiligung von 72,7 % (+ 3,8) zu folgendem Ergebnis:

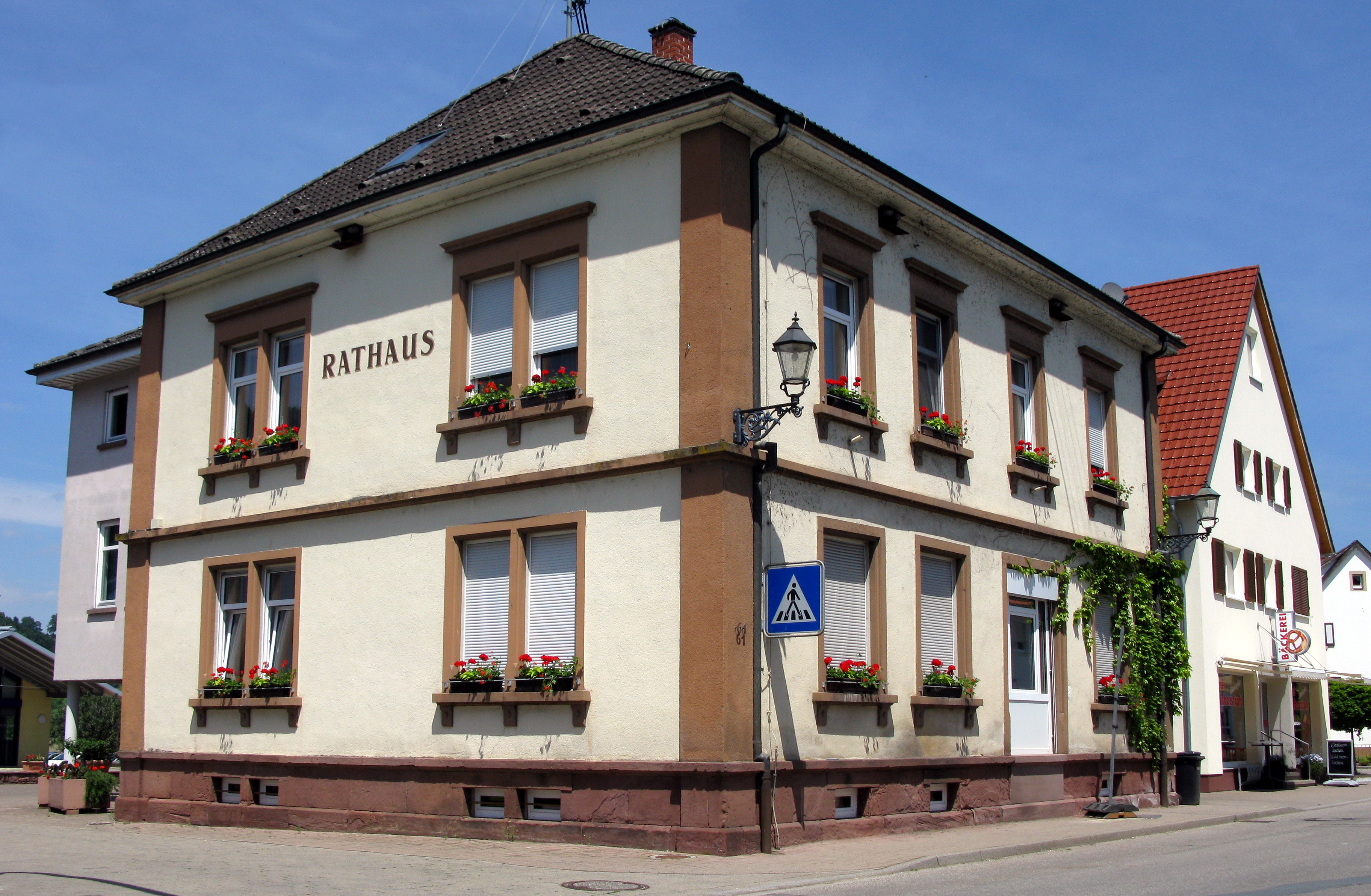
Rathaus von Sexau

| CDU | 33,5 % | + 2,6 | 4 Sitze | ± 0 |
| SPD | 31,6 % | + 1,8 | 4 Sitze | + 1 |
| FWG | 34,8 % | − 4,4 | 4 Sitze | – 1 |

### Bürgermeister
Bürgermeister ist seit 2025 Hendrik Mench. Zuvor war von 2001 bis 2025 Michael Goby Bürgermeister.

### Wappen
Blasonierung: In gespaltenem Schild vorne in Gold ein roter Schrägbalken, hinten in Silber auf grünem Dreiberg eine grüne Staude mit sechs Eicheln.

### Gemeindepartnerschaft
Die französische Gemeinde Andlau im benachbarten Elsass (Département Bas-Rhin) ist Sexaus Partnergemeinde.

## Wirtschaft und Infrastruktur

### Verkehr
Es bestehen stündliche Busverbindungen in die Nachbarstädte Emmendingen und Waldkirch und ins benachbarte Denzlingen.
Sexau ist durch die 12 km entfernte Bundesautobahn 5 und die Rheintalstrecke der Bundesbahn mit den Hauptverkehrsadern der Region verbunden.
Ab 2026 soll in Sexau eine Station des Fahrradverleihsystems Frelo an der Emmendinger Straße entstehen. Weitere Stationen sind in Denzlingen, Emmendingen und den Emmendiger Teilorten vorgesehen. Durch eine Alltagsroute aus dem Radnetz Baden-Württemberg ist Sexau mit Waldkirch und Emmendingen verbunden. 

### Bildung
Sexau verfügt über eine eigene Grundschule.

## Kultur und Sehenswürdigkeiten

### Medien
Im Jahre 2011 wurde in Sexau die schwäbische Mundartkomödie „Die Kirche bleibt im Dorf“ gedreht. Drehorte waren die Hochburg und die Seilerhöfe im hinteren Teil der Gemarkung Sexau. Auch für die Serie Tiere bis unters Dach wurde Sexau schon als Drehort genutzt.
Sexau verfügt über ein Amtsblatt namens „Sexauer Bote“.
In den Medien wird immer wieder von entwendeten Ortsschildern berichtet. Das „Sex“ im Namen Sexau scheint Schilderdiebe anzulocken. Und 2013 kam es laut Bericht des Schwäbischen Tagblatts auch zu wiederholten Hackerangriffen auf die Gemeindehomepage.

### Museen

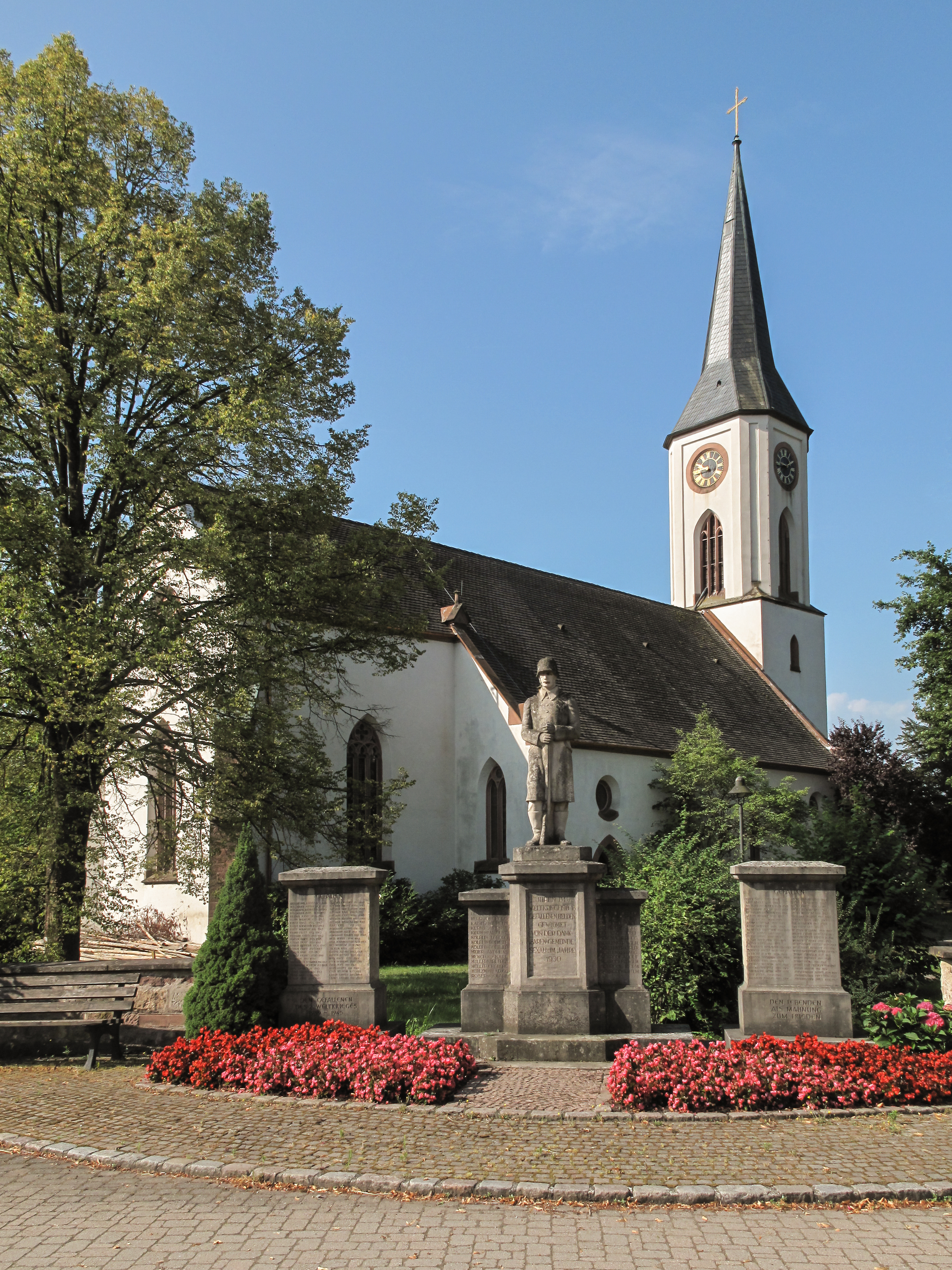
Sexau, evangelische Dorfkirche

In der Hochburg befindet sich ein kleines Museum mit verschiedenen Gegenständen aus dem Mittelalter.

### Musik
Sexau verfügt über eine kleine Anzahl an regional oder überregional bekannten Musikern oder Liedermachern. Außerdem gibt es mit dem Musikverein Sexau e. V. und dem Musikzug des Turnverein Sexau 1921 e. V. zwei Blasmusikorchester, die regelmäßig bei verschiedenen Veranstaltungen im Ort auftreten.

### Bauwerke
- Besucherstollen Grube Caroline (ehem. Silberbergwerk)
- Ruine Hochburg auf Windenreuter Gemarkung (ehemals Sexauer Gemarkung)

### Sport
Sexau verfügt über einen Fußballclub, einen Tennisclub, einen Turnverein und einen Sportschützenverein.

### Regelmäßige Veranstaltungen
In Sexau findet jedes Jahr die Fasnacht statt, bei der Veranstaltungen des Fasnachtsclub Sexau e. V. und der Lafrianaer von 18:48 e. V. im Vordergrund stehen. Ebenfalls sind die Hornwaldgeischer, eine reine Zunft, bei allen Fasnachtsveranstaltungen anzutreffen. Auf dem Fansnachtsplan stehen eine Schulbefreiung, ein Hemdglunker-Umzug und weitere Veranstaltungen, wie zum Beispiel die Große Narrensitzung, der Lafri-Schoppen, die Kinderfasnet und die Lafri-Night.
In jedem ungeraden Jahr findet das Buckfest, veranstaltet durch den Musikverein Sexau e. V. statt. Der ScheibenClub Sexau richtet das alljährliche Scheibenschlagen aus. Der Kleintierzuchtverein zeigt eine Ausstellung von Hasen und Geflügel aller Art.

### Auszeichnungen
Die evangelische Kirchengemeinde vergibt seit 1981 den Sexauer Gemeindepreis für Theologie an akademisch lehrende Theologinnen und Theologen, die sich in ihrem Wirken und Publizieren durch besondere Gemeindenähe auszeichnen.

### Kuriosum
Am 1. April 2017 meldete die Badische Zeitung, dass Facebook alle Profile aus Sexau aufgrund des Ortsnamens gelöscht habe. Am Tag darauf löste die Zeitung bzw. Bürgermeister Michael Goby die Meldung als einen Aprilscherz auf. Noch Tage später hielt eine Kommentatorin der Tagesschau die Meldung für echt.